# Fred Hale
Fred Harold Hale, Sr. (New Sharon, Maine, 1 de dezembro de 1890 — Jamesville, Nova Iorque, 19 de novembro de 2004) foi o homem mais velho dos Estados Unidos da América após o falecimento de John Ingram McMorran, em Fevereiro de 2003, e o homem mais velho do mundo após o falecimento de Joan Riudavets-Moll, em Março de 2004.
Foi trabalhador dos caminhos-de-ferro e apicultor. Casou em 1910. Viajou muito após os 95 anos de idade, pelo Japão, Hawaii - onde fez surf - e Europa. Ainda caçava aos 100, tinha carta de condução aos 108. Era independente de cuidados aos 103 e tinha boa visão apesar da avançadíssima idade. Atribuía a sua longevidade às propriedades do mel. Faleceu de pneumonia aos 113 anos e 354 dias, a apenas 12 dias do que seria o seu 114º aniversário.